# Чарундаг
Чарундаг (азерб. Çarındağ, лезг. ЧIарун сув)— горная вершина Главного Кавказского хребта в России (Докузпаринский район Дагестана) и Азербайджане (Габалинский район). Высота 4079,5 метров.

## География
Чарундаг стоит в ряду вершин Главного Кавказского хребта, за вершинами Базардюзю и Рагдан. На склонах горы расположено Чарунское плато, лежащее на стыке ледника Чарун с гребнем Главного Кавказского хребта. Отрог горы образует шестикилометровый каньон Чарун. По западную сторону отрогу находится пятикилометровый каньон Муллар. В каньоне находится два водопада с высотой падения 7-8 метров. По вершине горы проходит государственная граница Российской Федерации с Азербайджанской Республикой.